# Oscar Pizzo
Oscar Pizzo ist ein italienischer Pianist und Kulturmanager.
Pizzo studierte Klavier bei Luciana Ricotti und Charles Rosen. Er gab als Solist und Kammermusiker mehr als achthundert Konzerte in Konzertsälen und bei Musikfestivals in Italien und im Ausland, u. a. am Teatro alla Scala, beim Prager Frühling, bei Ars Musica in Brüssel, in der Berliner Philharmonie, im Centre Pompidou in Paris, an der Sibelius-Akademie in Helsinki, beim Takefu-Festival in Japan, in der Merkin Concert Hall in New York und am kubanischen Nationaltheater in Havanna. Als Gründer und Mitglied des in Rom beheimateten Quintetts Alter Ego (mit Manuel Zurria, Paolo Ravaglia, Francesco Dillon und Aldo Campagnari) machte er sich vor allem auf dem Gebiet der zeitgenössischen Musik einen Namen.
2007–08 kuratierte er die Veranstaltung Inaudito  der Galleria Nazionale d’Arte Moderna in Rom, von 2008 bis 2010 dreimal den der internationalen Musik gewidmeten Progretto Calliope der Stadt Rom. Von 2008 bis 2011 war er viermal Kurator des Festival del Giornalismo der Stiftung Musica per Roma. Seit 2010 ist Pizzo Kulturrat für Musik beim Institut Français und der Französischen Botschaft in Rom und organisierte im Rahmen von Suona Francese über eintausend Veranstaltungen französischer Künstler in Italien. Der französische Kultusminister zeichnete ihn 2013 als Chevalier des Ordre des Arts et des Lettres aus. 2012 war er Leiter des Musikjury bei der Verleihung des Prix de Rome. In der Saison 2012–13 war er künstlerischer Berater des Theaters in Bari, und 2014 wurde er künstlerischer Leiter des Teatro Massimo auf Sizilien.